# Фрідеріка Луїза Гессен-Дармштадтська
Фрідеріка Луїза Гессен-Дармштадтська (нім. Friederike Luise von Hessen-Darmstadt; 16 жовтня 1751 біля Пренцлау — 14 серпня 1805, Берлін, палац Монбижу) — друга дружина короля Пруссії Фрідріха Вільгельма II.

## Біографія
Фридерика Луїза — донька ландграфа Людвіга IX Гессен-Дармштадтського і його дружини Генріетти Кароліни Пфальц-Цвейбрюккенської.
Чоловік Фрідеріки Фрідріх Вільгельм II називав її «Гессенською Лізхен». Вони одружилися 14 липня 1769. Шлюб не став щасливим, що виразилося в численних любовних пригодах обох з подружжя. Після народження дітей, у своєму батьківстві яких Фрідріх Вільгельм II міг сумніватися, він перехопив лист королеви до її коханця, що призвело до розлучення і заслання Фрідеріки в Штеттін. У деяких біографіях королева описується як дивна і малоприваблива. Вона нібито бачила духів і примар, спала вдень, а не ночами.

## Родина
Чоловік — Фрідріх-Вільгельм II, король Пруссії
Діти:
- Фрідріх-Вільгельм (1770—1840) — майбутній король Пруссії Фрідріх Вільгельм III
- Крістіна (1772—1773)
- Людвіг (1773—1796) — в 1793 году одружився із Фредерікою Мекленбург-Штреліцькою
- Вільгельміна (1774—1837) — в 1791 році стала дружиною короля Нідерландів Віллема I
- Августа (1780—1841) — дружина курфюрста Гессен-Кассельского Вільгельма II
- Генріх Карл (1781—1846) — гросмейстер прусського ордена іоаннітів
- Вільгельм (1783—1851) — з 1804 року одружений із Марією Анною Гессен-Гомбурзькою

## Нагороди
- Орден Святої Катерини (27 червня 1773)[1]